# Undenheim
Undenheim település Németországban, Rajna-vidék-Pfalz tartományban. Lakosainak száma 3039 fő (2023. december 31.).

## Népesség
A település népességének változása:
| Lakosok száma | 1641 | 2958 | 2972 | 3031 | 3081 | 3039 |
|               | 1975 | 2017 | 2019 | 2021 | 2022 | 2023 |